# Sporocybe rhopaloides
Sporocybe rhopaloides är en svampart som beskrevs av Sacc. & Roum. 1882. Sporocybe rhopaloides ingår i släktet Sporocybe, ordningen Pleosporales, klassen Dothideomycetes, divisionen sporsäcksvampar och riket svampar.   Inga underarter finns listade i Catalogue of Life.